# Danial Gadzjijev
Danial Magomeduly Gadzjijev (kazakiska: Даниял Магомедұлы Гаджиев), född den 20 februari 1986 i Dagestan, Ryssland, är en kazakisk brottare som tog OS-brons i mellanviktsbrottning vid de grekisk-romerska OS-brottningstävlingarna 2012 i London. 